# Santa María (Catamarca)
Santa María è un comune di prima categoria dell'Argentina, appartenente alla provincia di Catamarca, situato nella parte occidentale, a 332 km da San Fernando del Valle de Catamarca.
È chiamata anche Santa María de Yocavil ed è considerata il capoluogo della regione delle Valles Calchaquíes.

## Amministrazione

### Gemellaggi
Santa María è gemellata con le seguenti città:
- Avezzano, Italia